# Ramón Astudillo
Ramón Astudillo (né et mort à des dates inconnues) était un joueur de football international argentin qui évoluait en défense.

## Biographie
Il évolue durant sa carrière dans le club du championnat argentin du Club Atlético Colón.
Il est convoqué par le sélectionneur italien de l'équipe d'Argentine Felipe Pascucci pour participer avec 18 autres joueurs à la coupe du monde 1934 en Italie. Lors du mondial, l'Argentine est éliminée au 1er tour de la compétition par la Suède 3-2 (buts de Belis et de Galateo) en huitième-de-finale.